# Eugenia obanensis
Eugenia obanensis är en myrtenväxtart som beskrevs av Baker f.. Eugenia obanensis ingår i släktet Eugenia och familjen myrtenväxter. Inga underarter finns listade i Catalogue of Life.